# Bakos Károly
Bakos Károly (Budapest, 1943. március 2. –) magyar súlyemelő.

## Pályafutása

### Súlyemelőként
Átlagos magasságú (171 cm), arányos testi felépítésű (75 kg), erős izomzata és elhivatottsága biztosította, hogy  eredményes súlyemelő lehessen. Édesapja Bakos János súlyemelő. 1957-ben kezdi pályafutását az Építők SC-ben. 1960-tól a Testvériség SC, 1967-től a Csepel SC, 1969-ben ismét a Testvériség, végül 1972-től a BSE versenyzője. 17 évi aktív versenyzés után edzői pályára lépett, 1976-tól a székesfehérvári Aba Regia  Építők SC vezetőedzője, jelenleg 2012 óta a Fehérvár Rugby SC súlyemelő szakosztályát vezeti.

#### Kiemelkedő eredményei

##### Olimpia
Mexikóban rendezték a XIX., nagy magasságú 1968. évi nyári olimpiai játékok olimpiai súlyemelő versenyeit, ahol váltósúlyban összetettben bronzérmet (440 kg) (nyomásban: 137,5 kg, szakításban: 132,5 kg, lökésben: 170 kg) nyert.

##### Rekordok
- 1963.03.02-án szakításban ifjúsági világcsúcsot ért el. (75 kg-ban 121 kg-mal)
- 2015 Kazincbarcikán a Szabó Ferenc Emlékversenyen Masters Országos Csúcsot javít mindkét fogásban (szakítás és lökés) illetve összetettben is, M70-es korcsoportban, 105+kg-os súlycsoportban.

##### Világbajnokság
- 1966-os Berlini világbajnokságon váltósúlyban a 6. helyen végzett.
- 1968-ban váltósúlyban összetettben bronzérmet (440 kg) szerzett.
- 1969-ben Lengyelországban Varsóban középsúlyban lökésben aranyérmet, összetettben ezüstérmet (487,5 kg) nyert.
- 1970-es Colombusban rendezett világbajnokságon összetettben az 5. helyen végzett, (3 és 4. helyezettel azonos teljesítménnyel) a testsúly döntött.
- 1971-es Limai Világbajnokságon kiesett.

##### Európa-bajnokság
- 1966 Berlin Európa bajnokságon 5. helyezett.
- 1968-ban leningrádi Európa-bajnokságon 4. helyen végzett
- 1969-ben Lengyelországban Varsóban középsúlyban lökésben és összetettben aranyérmet (487,5 kg) kapott.
- 1971-ben a szófiai Európa-bajnokságon kiesett
- 1972-es kostancai Európa-bajnokságon ( sérülten) 9. helyezést ért el.
- 1972-es Müncheni Olimpián súlyos sérülés miatt nem vett részt.

Országos bajnokság
- 1963-ban, 1966-ban és 1967-ben váltósúlyban szerez Egyéni Magyar bajnoki címet.
- 1969-ben, 1970-ben és 1971-ben középsúlyban szerez Egyéni Magyar bajnoki címet.

Csapatban országos bajnok
- 1964 Testvériség SC, 1965 Testvériség SC, 1967 Csepel SC, 1968 Csepel SC.
- Listaelem

## Sportvezetőként
1984-ben szerez a Testnevelési Főiskolán szakedzői diplomát. 1976-tól a székesfehérvári Alba Regia Építők SC vezetőedzője. A Fejér megyei Súlyemelő Szövetség főtitkára, majd elnöke. A kilencvenes években az Alba Regia SC Body Building menedzsere. 2012-től a Fehérvár Rugby Club Súlyemelő szakosztályának vezetőedzője, jelenleg is aktív, tanítványai már eddig is szép eredményeket értek el:
- 2013. évi Felnőtt Országos Bajnokság férfi 5.hely (Dolovai Béla)
- 2014. évi Masters Országos Bajnokság  női aranyérem (Bódis-Szabó Katinka)
- 2014. évi Masters Európa bajnoki aranyérem, Kazincbarcika (Bódis–Szabó Katinka )
- 2015. évi Masters Európa bajnoki aranyérem, Bangor, Nagy-Britannia (Bódis–Szabó Katinka )
- 2015. évi Masters Országos Bajnokság női aranyérem (Bódis–Szabó Katinka)
- 2015. évi Serdülő Országos Bajnokságon 1. hely (Csonka Laura)
- 2015. évi Felnőtt Országos Bajnokság női 3. hely (Bódis–Szabó Katinka)
- 2015. évi Felnőtt Országos Bajnokság férfi 6. hely (Dolovai Béla)
- 2016. évi Masters  Országos Bajnokság női aranyérem (Bódis–Szabó Katinka)
- 2016. évi Masters Világbajnoki aranyérem, Heinsheim, Németország (Bódis–Szabó Katinka)
- 2016. évi Felnőtt Országos Bajnokság női 4. hely (Bódis–Szabó Katinka)
- 2017. évi Masters Európa-, és Nyílt Világbajnokság aranyérem, Halmstad, Svédország (Bódis–Szabó Katinka)
- 2017. évi Felnőtt Országos Bajnokság női 3. hely (Bódis–Szabó Katinka)